# Charassognathidae
Famille
Genres de rang inférieur
- † Charassognathus
- † Abdalodontinae (Huttenlocker et al., 2020)
  - † Abdalodon
  - † Nshimbodon

Les Charassognathidae sont une famille éteinte de cynodontes basaux ayant vécu au Lopingien en Afrique du Sud et en Zambie. Elle est nommée en 2016 par le paléontologue Christian F. Kammerer, qui la définit comme regroupant « tous les taxons plus étroitement liés à Charassognathus qu'à Dvinia (en), Galesaurus (en) ou Procynosuchus ». La famille comprend les genres Charassognathus, Abdalodon (en) et Nshimbodon (en), ces deux derniers formant la sous-famille des Abdalodontinae.